# 波日熱夫西卡山
48°08′39″N 24°31′25″E / 48.14417°N 24.52361°E

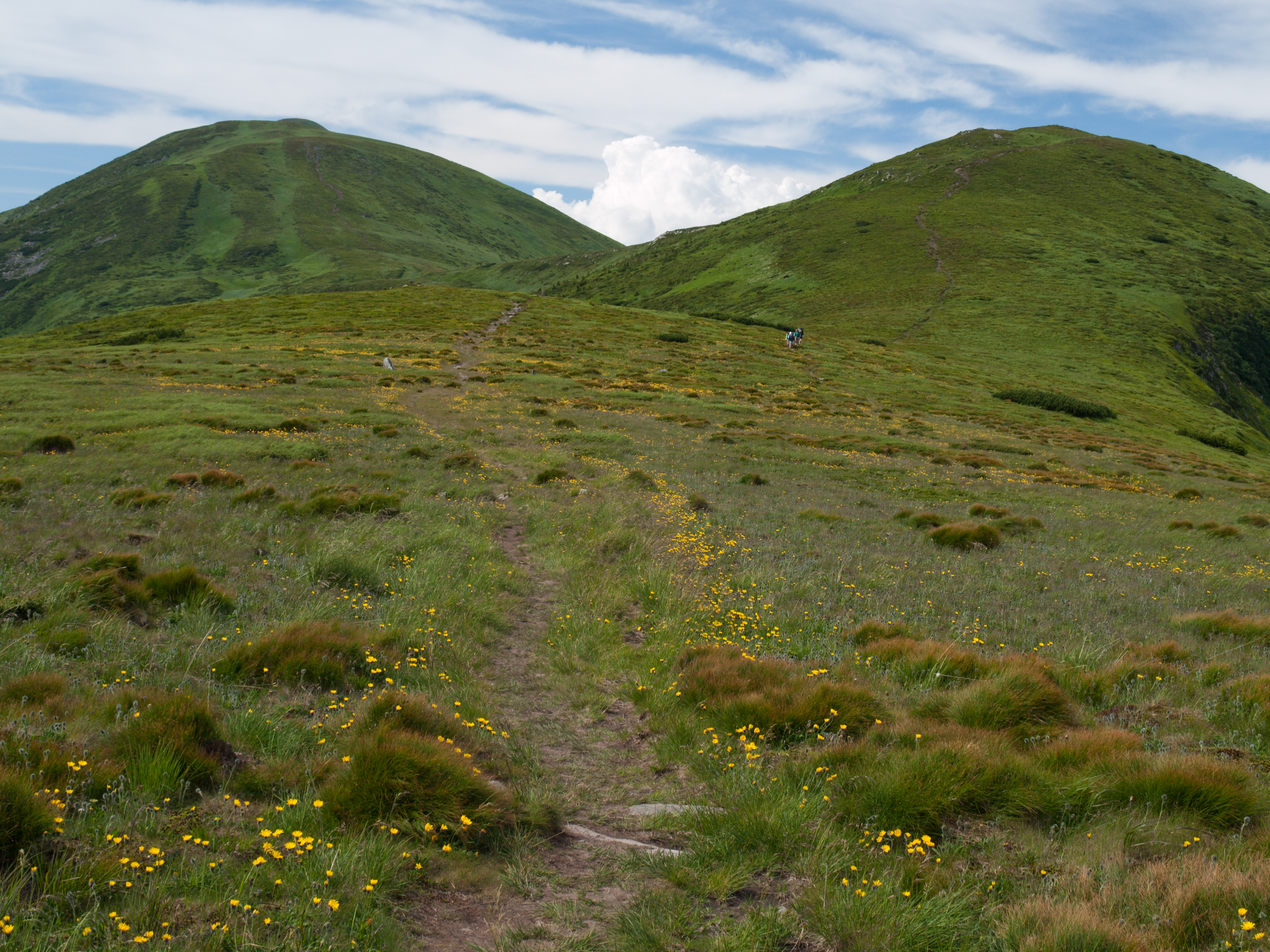

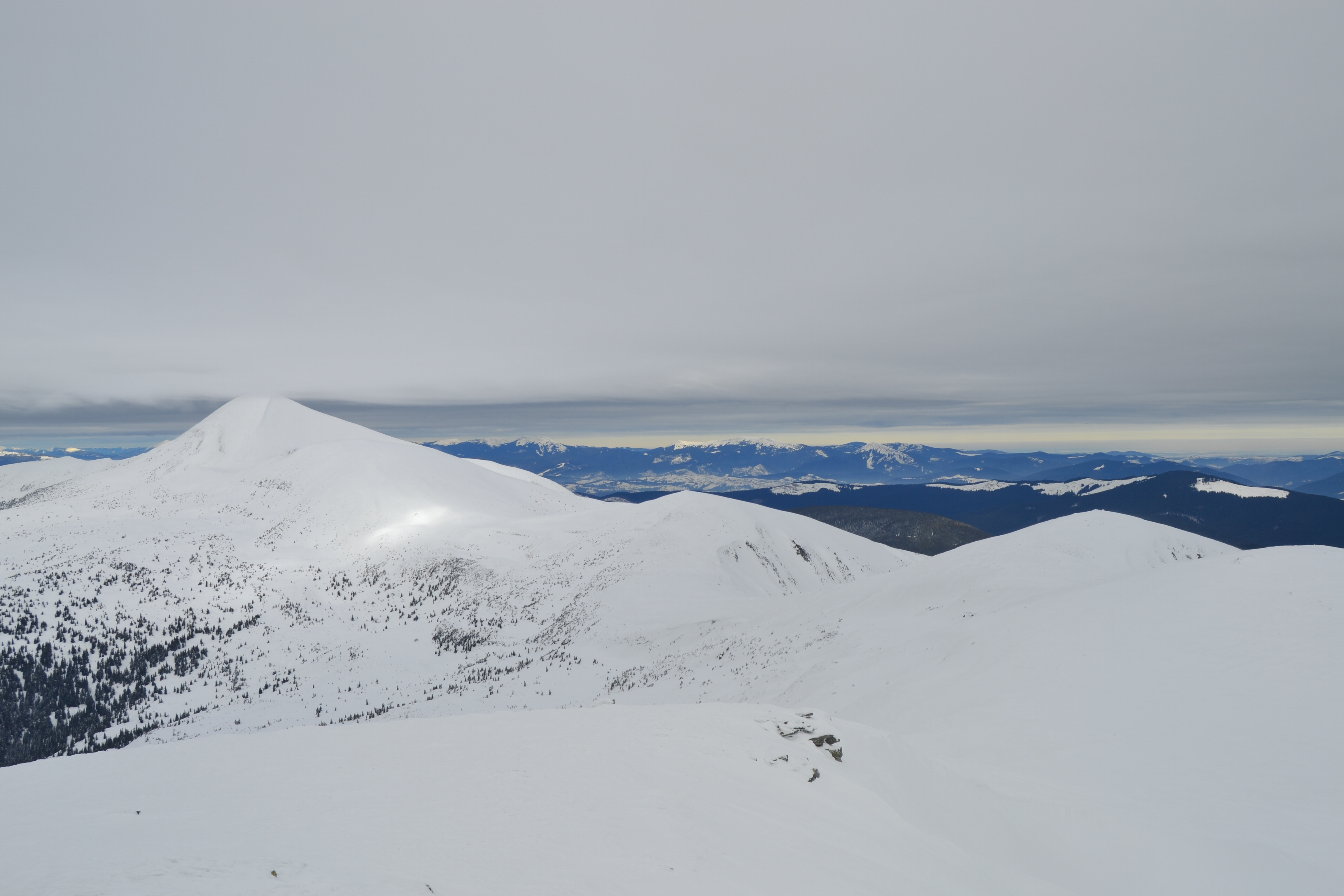

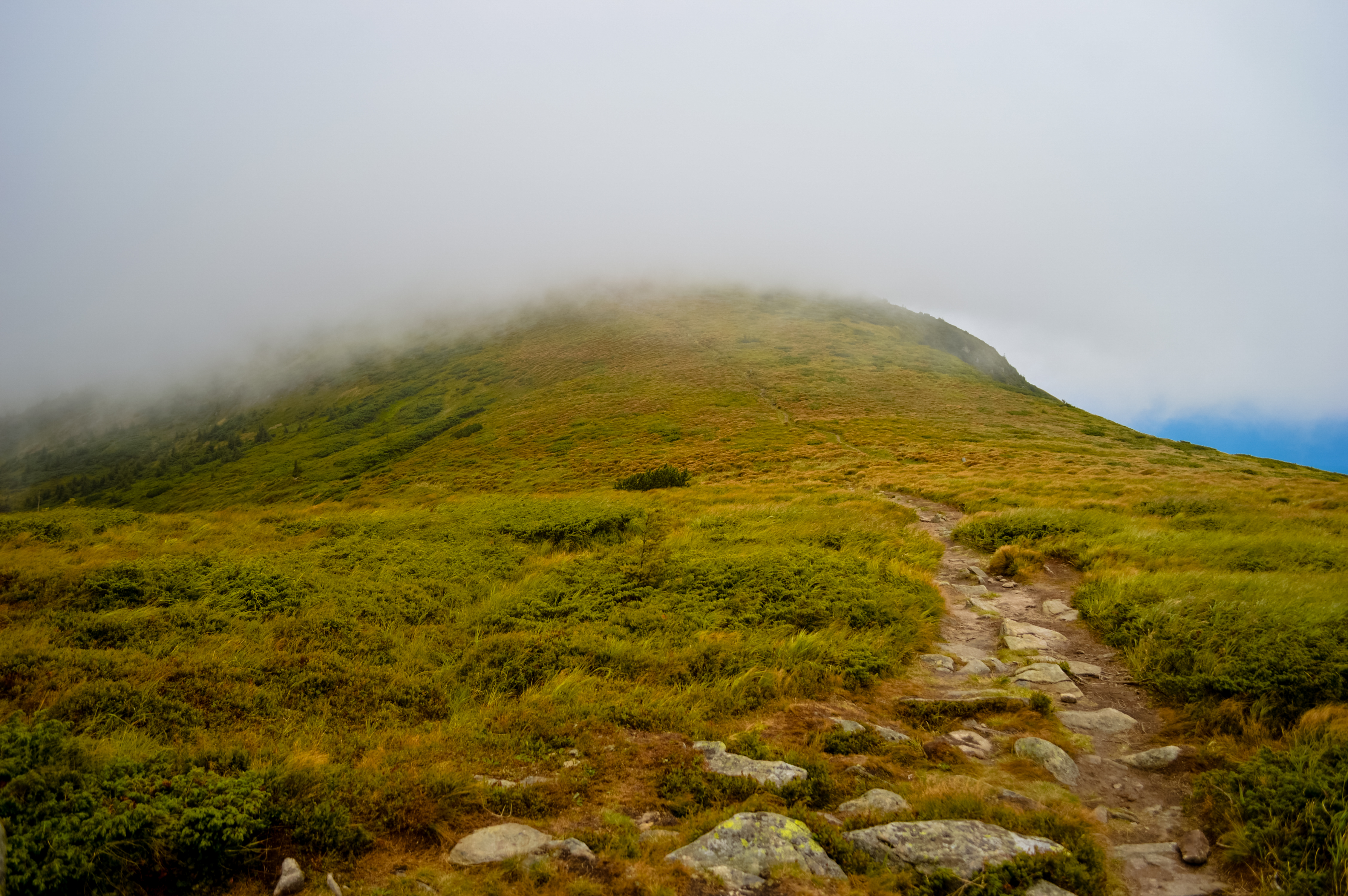

波日熱夫西卡山是烏克蘭的山峰，位於該國西部，處於伊萬諾-弗蘭科夫斯克州和外喀爾巴阡州接壤的邊界，屬於烏克蘭喀爾巴阡山脈的一部分，海拔高度1,822米。